# Whitsitt Chapel
Whitsitt Chapel is het eerste volledige country studioalbum van de Amerikaanse singer-songwriter Jelly Roll.

## Tracklist
1. "Halfway to Hell" - 2:58
2. "Church" - 3:40
3. "The Lost" - 3:19
4. "Behind Bars" - 2:57 (met Brantley Gilbert en Struggle Jennings)
5. "Nail Me" - 2:41
6. "Hold on Me" - 3:36
7. "Kill a Man" - 3:04
8. "Unlive" - 3:57 (met Yelawolf)
9. "Save Me (Remix)" - 3:57 (met Lainey Wilson)
10. "She" - 2:53
11. "Need a Favor" - 3:17
12. "Dancing with the Devil" - 3:37
13. "Hungover in a Church Pew" - 3:30